# Adam Bruno Ulam
Adam Bruno Ulam (Lwów, 1922. április 8. – Cambridge, Massachusetts, 2000. március 28.) lengyel–amerikai történész, politikatudós.

## Pályája
A középiskola elvégzése után, néhány nappal a Kelet-Európát felosztó Molotov–Ribbentrop-paktum aláírása előtt emigrált az Egyesült Államokba. Családjának nagy része odaveszett a háborúban és a holokauszt során. Az USA-ban felvételét kérte a fegyveres erőkhöz, de elutasították, mert családtagjai voltak ellenséges területen. A Brown Egyetemen tanult, majd 1947-ben doktori fokozatot szerzett a Harvard Egyetemen. Közvetlenül ezután a Harvardon helyezkedett el, ahol hosszú évtizedekig dolgozott, 1992-től már professzor emeritusként. A Massachusetts Institute of Technology (MIT) tudományos segédmunkatársa (1953–1955), valamint az Orosz Kutatóközpont (1973–1974) igazgatója is volt. Az Egyesült Államok egyik legelismertebb szovjetológusa volt, több mint 20 könyvet és számtalan cikket írt a témában.

## Írásai
Legfontosabb művei között említendő a Befejezetlen forradalom (Unfinished Revolution) című kötet, ami sokáig Lenin mérvadó életrajzának számított. Hasonlóan jelentős volt másik életrajza, a Sztálin: az ember és kora (Stalin: The Man and His Era) című 1973-as műve. Talán legismertebb munkája az 1968-ban megjelent Terjeszkedés és egymás mellett élés: a szovjet külpolitika története (Expansion and Coexistence: The History of Soviet Foreign Policy, 1917–1967). Hogyan tartsuk féken a szovjeteket? című írása a Szabadság/Harcosok – hidegháborús írások című kötetben jelent meg magyar nyelven 2015 tavaszán.